# Catophoenissa vesca
Catophoenissa vesca är en fjärilsart som beskrevs av Frederick H. Rindge 1971. Catophoenissa vesca ingår i släktet Catophoenissa och familjen mätare. Inga underarter finns listade i Catalogue of Life.